# 共和国選手権大会
共和国選手権大会 (Democratic People's Republic of Korea Championship, Chosŏn'gŭl: 공화국선수권대회; Hanja: 共和國選手權大會)は朝鮮民主主義人民共和国で隔年ごとに開催される総合競技大会。大韓民国全国体育大会に該当する。

## 概要
1972年に第一回朝鮮民主主義人民共和国種目別体育選手権大会として行われ 、2007年より隔年開催に変更。
現在は陸上サッカーなどが行われています。